# Östra Älgtjärnen
Östra Älgtjärnen är en sjö i Åre kommun i Jämtland och ingår i Indalsälvens huvudavrinningsområde. Sjön har en area på 0,0676 kvadratkilometer och ligger 509,4 meter över havet.

## Delavrinningsområde
Östra Älgtjärnen ingår i det delavrinningsområde (701354-138517) som SMHI kallar för Utloppet av Sönner-Djupsjön. Medelhöjden är 516 meter över havet och ytan är 9,48 kvadratkilometer. Räknas de 2 avrinningsområdena uppströms in blir den ackumulerade arean 31,64 kvadratkilometer. Gisterån (Luggeån) som avvattnar avrinningsområdet har biflödesordning 2, vilket innebär att vattnet flödar genom totalt 2 vattendrag innan det når havet efter 298 kilometer. Avrinningsområdet består mestadels av skog (64 procent). Avrinningsområdet har 1,91 kvadratkilometer vattenytor vilket ger det en sjöprocent på 20,1 procent.